# Санта-Мария-дельи-Анджели-э-дей-Мартири (титулярная церковь)
Титулярная церковь Санта-Мария-дельи-Анджели-э-дей-Мартири (лат. Titulus Sanctæ Mariæ Angelorum in Thermis) — титулярная церковь была создана Папой Пием IV 15 мая 1565 года. Титулярная церковь принадлежит базилике Санта-Мария-дельи-Анджели-э-дей-Мартири, расположенной в районе Рима Кастро-Преторио, на площади Республики. Она также известна как Санта-Мария-дельи-Анджели-ин-Термис, и её церковь находится в ведении Картезианского ордена.

## Список кардиналов-священников титулярной церкви Санта-Мария-дельи-Анджели-э-дей-Мартири
- Сиджизмондо Паппакода — (декабрь 1527 — 3 ноября 1536, до смерти);
- Джованни Антонио Сербеллони — (15 мая 1565 — 9 июня 1570, назначен кардиналом-священником Сан-Пьетро-ин-Винколи);
- Просперо Сантакроче — (12 апреля 1570 — 5 мая 1574, назначен кардиналом-священником pro hac vice Сант-Адриано-аль-Форо);
- Джованни Франческо Коммендони — (5 июля 1574 — 9 января 1584, назначен кардиналом-священником Сант-Анастазия);
- Симеоне Тальявиа д’Арагонья — (20 мая 1585 — 9 декабря 1592, назначен кардиналом-священником Сант-Анастазия);
- Федерико Борромео старший — (25 октября 1593 — 21 сентября 1631, до смерти);
- Эрнст Адальберт фон Гаррах — (7 июня 1632 — 13 июля 1644, назначен кардиналом-священником Санта-Прасседе);
- Марцио Джинетти — (17 октября 1644 — 19 февраля 1646, назначен кардиналом-священником Сан-Пьетро-ин-Винколи);
- Никколо Альбергати Людовизи — (25 июня 1646 — 11 октября 1666, назначен кардиналом-священником Санта-Мария-ин-Трастевере);
- Вирджинио Орсини, OSIo.Hieros. — (11 октября 1666 — 14 ноября 1667, назначен кардиналом-священником Санта-Прасседе);
- Антонио Бики — (14 ноября 1667 — 3 марта 1687, назначен кардиналом-епископом Палестрины);
- Раймондо Капицукки, O.P. — (3 марта 1687 — 22 апреля 1691, до смерти);
- Этьен Ле Камю — (8 августа 1691 — 12 сентября 1707, до смерти);
- Джузеппе Валлемани — (28 ноября 1707 — 15 декабря 1725, до смерти);
- Мельхиор де Полиньяк — (19 декабря 1725 — 20 ноября 1741, до смерти);
- Камилло Чибо — (20 декабря 1741 — 12 января 1743, до смерти);
- Джованни Баттиста Спинола — (23 сентября 1743 — 15 ноября 1751, назначен кардиналом-епископом Альбано);
- Джироламо Барди — (28 мая 1753 — 11 марта 1761, до смерти);
- Филиппо Аччайоли — (6 апреля 1761 — 24 июля 1766, до смерти);
- Джованни Оттавио Буфалини — (6 августа 1766 — 3 августа 1782, до смерти);
- Гульельмо Паллотта — (23 сентября 1782 — 21 сентября 1795, до смерти);
- Иньяцио Буска — (18 декабря 1795 — 12 августа 1803, до смерти);
- Филиппо Казони — (26 марта 1804 — 9 октября 1811, до смерти);
  - вакантно (1811 — 1816);
- Джузеппе Мороццо делла Рокка — (29 апреля 1816 — 22 марта 1842, до смерти);
- Марио Маттей — (22 июля 1842 — 17 июня 1844, назначен кардиналом-епископом Фраскати);
- Доменико Карафа делла Спина ди Траэтто — (25 июля 1844 — 12 мая 1879, назначен кардиналом-священником Сан-Лоренцо-ин-Лучина);
- Лайош Хайнальд — (22 сентября 1879 — 4 июля 1891, до смерти);
- Антон Йозеф Груша — (17 декабря 1891 — 5 августа 1911, до смерти);
- Дженнаро Гранито Пиньятелли ди Бельмонте — (30 ноября 1911 — 6 декабря 1915, назначен кардиналом-епископом Альбано);
- Альфонсо Мистранджело, Sch.P. — (9 декабря 1915 — 7 ноября 1930, до смерти);
- Жан-Мари-Родриг Вильнёв, O.M.I. — (16 марта 1933 — 17 января 1947, до смерти);
  - вакантно (1947 — 1953);
- Поль-Эмиль Леже P.S.S. — (15 января 1953 — 13 ноября 1991, до смерти);
- Уильям Генрих Килер — (26 ноября 1994 — 23 марта 2017, до смерти);
- Андерс Арборелиус, O.C.D. — (28 июня 2017 — по настоящее время).